# دنيس جانسين
دنيس جانسين (بالهولندية: Dennis Janssen)‏ (14 سبتمبر 1993 بنايميخن في هولندا - ) هو لاعب كرة قدم هولندي في مركز الدفاع. لعب مع توب أوس.

## وصلات خارجية
- دنيس جانسين على موقع قاعدة بيانات كرة القدم.إي يو (الإنجليزية)
- دنيس جانسين على موقع Soccerway.com (الإنجليزية)
- دنيس جانسين على موقع عالم كرة القدم.نت (الإنجليزية)